# Zahlungsverbot
Zahlungsverbot ist ein durch Gesetz oder staatlichen Hoheitsakt an einen bestimmten Schuldner ausgesprochenes Verbot, Zahlungen zu leisten.

## Allgemeines
Alle Fälle des Zahlungsverbots betreffen die wirtschaftliche Krise eines Schuldners und zwingen ihn, sämtliche Zahlungen aus seinem noch vorhandenen Vermögen an sich oder Dritte (Gläubiger) zu unterlassen. Hiermit ist ein frühzeitiger Gläubigerschutz verbunden, um die Rechte der Gläubiger nicht zu schmälern. 

## Arten
Es gibt gesellschaftsrechtliche Zahlungsverbote und Verbote aus staatlichem Hoheitsakt, die sich ebenfalls aus dem Gesetz ergeben.
- Die gesellschaftsrechtlichen Zahlungsverbote betreffen juristische Personen des Privatrechts, die sich in einer Unternehmenskrise befinden. Die fast gleichlautenden Bestimmungen der §§ 130a HGB (für die Offene Handelsgesellschaft), § 92 Abs. 2 AktG (Aktiengesellschaft), § 64 Satz 1 GmbHG (GmbH) und § 99 GenG (Genossenschaft) bezwecken den Erhalt der Insolvenzmasse.[1] Sie sollen bereits im Vorfeld des Insolvenzverfahrens die gleichmäßige Befriedigung der Gläubiger sicherstellen. Das Zahlungsverbot umfasst alle Leistungen, die das Gesellschaftsvermögen schmälern. Es gilt von dem Zeitpunkt an, in dem der Vorstand oder die Geschäftsführung das Bestehen des Insolvenzgrundes (Zahlungsunfähigkeit oder Überschuldung) erkannt hat. Das Zahlungsverbot gilt nicht für solche Zahlungen, die nach Kenntnis der Insolvenzreife mit der Sorgfalt eines ordentlichen und gewissenhaften Geschäftsleiters vereinbar sind. Es differenziert nicht nach Zahlungsempfängern, so dass auch Zahlungen an das Finanzamt oder Beschäftigte verboten sind.
- Der staatliche Hoheitsakt betrifft die Zwangsvollstreckung. Das „vorläufige Zahlungsverbot“ nach § 845 ZPO („Vorpfändung“) untersagt dem Schuldner, zwischenzeitlich eine Zahlung an Dritte zu leisten. Sie ist eine Hilfsmaßnahme zur Abwendung von Nachteilen, die durch den Zeitablauf für den Gläubiger entstehen könnte, weil der Schuldner bis zur Zustellung des Pfändungs- und Überweisungsbeschlusses die Forderung einzieht oder anderweitig über sie verfügt.[2] Ab dem Zeitpunkt der Zustellung des Pfändungs- und Überweisungsbeschlusses darf der Drittschuldner die gepfändete Forderung nicht mehr überweisen (Zahlungsverbot) und der Schuldner darüber nicht mehr verfügen oder sie einziehen (Einziehungsverbot). Der Pfändungs- und Überweisungsbeschluss beinhaltet mithin das Verbot an den Drittschuldner, die gepfändete Forderung an den Schuldner zu leisten (Arrestatorium) und das Gebot an den Schuldner, sich des Einzugs des Anspruchs zu enthalten (Inhibitorium). Damit der Pfändungs- und Überweisungsbeschluss in den Rang des vorläufigen Zahlungsverbots eintritt, muss die Pfändung innerhalb eines Monats bewirkt werden (§ 845 Abs. 2 ZPO). Soll eine Geldforderung gepfändet werden, hat das Gericht dem Drittschuldner zu verbieten, an den Schuldner zu zahlen. Zugleich hat das Gericht an den Schuldner das Gebot zu erlassen, sich jeder Verfügung über die Forderung, insbesondere ihrer Einziehung, zu enthalten (§ 829 Abs. 1 ZPO).
- Das Kreditwesengesetz (KWG) sieht bei „Gefahr“ nach § 46 Abs. 1 KWG eine Reihe von Maßnahmen der BaFin vor. Droht diese Gefahr, so kann die BaFin im Rahmen eines Aufbringungsmoratoriums („Veräußerungs- und Zahlungsverbot“) dem Institut nach § 46 Abs. 1 Nr. 4 KWG etwa verbieten, Zahlungen zu leisten (beispielsweise Einlagen oder zugesagte Kredite auszuzahlen oder Vermögensgegenstände zu veräußern). Es dient der Sicherung der vorhandenen Vermögenswerte. Das Veräußerungsverbot bezieht sich auf alle Sachen und Rechte, das Zahlungsverbot auf Barzahlungen und bargeldlose Zahlungen.[3] Die Schalterschließung dient der räumlichen Unterstützung des Zahlungsverbots, wovon auch Geldautomaten und Online Banking betroffen sind.
- Bestandteil eines allgemeinen Verfügungsverbots nach § 21 Abs. 2 Nr. 2 InsO ist im Insolvenzverfahren auch ein Zahlungsverbot, das der Insolvenzschuldner zu beachten hat. Er verliert nach § 80 Abs. 1 InsO seine Verfügungsbefugnis über sein Vermögen und überträgt sie auf den – allein verfügungsberechtigten – Insolvenzverwalter.

## International
Die internationale Ebene eines Zahlungsverbots kann Teil eines Moratoriums sein. Hierbei verbietet ein Staat seinen Einwohnern und den Unternehmen in diesem Staat, Zahlungen an das Ausland zu leisten oder macht derartige Zahlungen, insbesondere in Fremdwährung, von seiner Genehmigung abhängig. Das Zahlungsverbot ist das Hauptinstrument eines Transferstopps insbesondere bei Staaten mit knappen Währungsreserven.